# John Dunkley
 John Dunkley (nacido el 10 de diciembre de 1891 en Savanna-la-Mar y fallecido el 17 de febrero de 1947 en Kingston), fue un pintor y escultor jamaiquino.

## Vida y obra
Nacido el 10 de diciembre de 1891en Savanna-la-Mar, Jamaica.
En la década de 1920 vivió temporalmente en Panamá.
De la misma generación que David Pottinger y Albert Huie, su obra es generalmente de tonos más oscuros oscura , y ha sido descrita como de características compartidas con las pinturas de Wifredo Lam. Fue esencialmente autodidacta como pintor e inicialmente influenciado por el art decó.
Falleció el 17 de febrero de 1947 en Kingston a los 55 años.
Algunas de sus obras se conservan en la Galería Nacional de Jamaica.